# بروسیت
بروسیت  (به انگلیسی: Brucite) با فرمول شیمیایی  از مجموعه کانی هاست و دارای لومینسانس آبی، سفید متمایل به آبی از نام کانی‌شناس آمریکائی A.Bruce گرفته شده‌است. در اسیدها محلول است - ذوب نمی‌شود. MgO:۶۹٪ H2O:۳۱٪ با انکلوزیون Fe,Mn برای اولین بار در روسیه کشف شد و از نظر شکل بلور: پهن و کوتاه، رنگ: سفید - سبز، شفافیت: شفاف - نیمه شفاف، شکستگی: فلسی، جلا: شیشه‌ای - صدفی، رخ: کامل - مطابق باسطح، سیستم تبلور: تری کلینیک و در رده‌بندی هیدروکسید است و منشأ تشکیل آن هیدروترمال - ثانوی است.
همایند کانی‌شناسی (پارانژ) آن تالک - پیروفیلیت - ژیپسیت- کلریت- هیدرومگنزیت- سرپانتین است.
کاربرد آن: به مقدار زیاد منبع Mg است.، از نظر ژیزمان بلوری - آگرگاتهای فلسی، رشته‌ای یا دانه‌ای فراوان است و بیشتر در ایتالیا، روسیه، سوئد، آمریکا، آفریقای جنوبی و کانادا یافت می‌شود.